# دوري الدرجة الأولى البوتاني 2006
دوري الدرجة الأولى البوتاني 2006 هو موسم من دوري الدرجة الأولى البوتاني. فاز فيه ترانسبورت يونايتد إف سي.